# Istituto Centrale per il Catalogo Unico
Istituto Centrale per il Catalogo Unico (ICCU) (italiensk: Istituto centrale per il catalogo unico delle biblioteche italiane e per le informazioni bibliografiche) eller på dansk med den samlede betegnelse Centralinstituttet for Unionskataloget for Italienske Biblioteker og for Bibliografisk Information er et statsligt italiensk biblioteksinstitution til systematisering af bibliografiske registreringer, der blev etableret i 1975.
Da Istituto Centrale per il Catalogo Unico blev etableret i 1975 afløste institutionen Centro nazionale per il catalogo unico (National Single Directory Center), der var oprettet i 1951 med det formål at etablere et ensartet systematiseret katalog for alle biblioteker inden for den italienske nation.
Biblioteksinstituttet har hovedcenter i Rom på Biblioteca Nazionale Centrale di Roma, det ene af Italiens to nationalbiblioteker.